# Photis linearmanus
Photis linearmanus är en kräftdjursart som beskrevs av Chris Conlan 1994. Photis linearmanus ingår i släktet Photis och familjen Isaeidae. Inga underarter finns listade i Catalogue of Life.